# Corbenay
Corbenay är en kommun i departementet Haute-Saône i regionen Bourgogne-Franche-Comté i östra Frankrike. Kommunen ligger i kantonen Saint-Loup-sur-Semouse som tillhör arrondissementet Lure. År 2022 hade Corbenay 1 249 invånare.

## Befolkningsutveckling
Antalet invånare i kommunen Corbenay
| Referens: INSEE |